# Parasemia jezoensis
Parasemia jezoensis là một loài bướm đêm thuộc phân họ Arctiinae, họ Erebidae.